# Restaurante de fast food

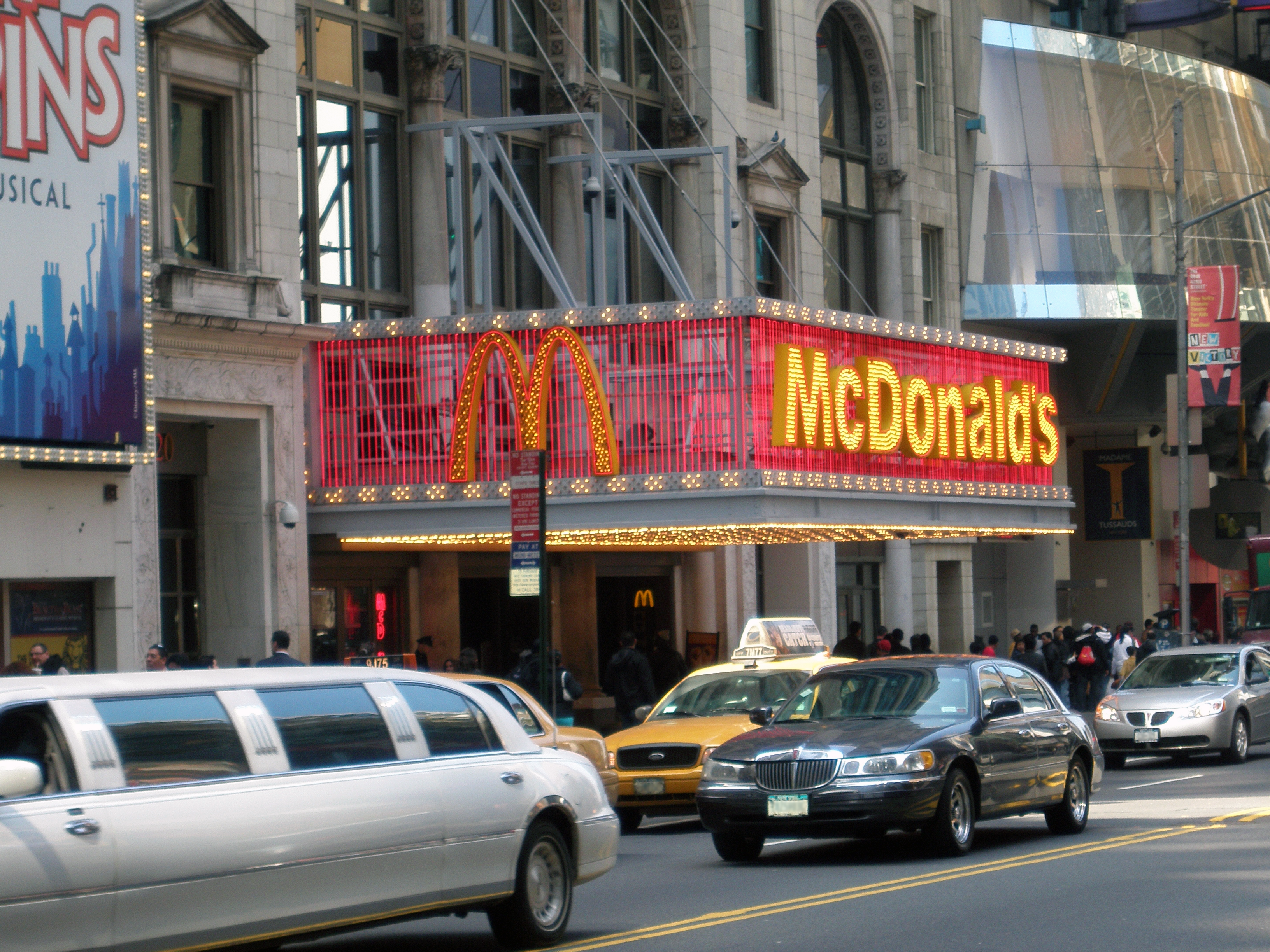
Um restaurante McDonald's em Times Square.

Um restaurante de fast food, também conhecido como restaurante de comida rápida ou restaurante de serviço rápido é um tipo de restaurante que se caracteriza por servir apenas fast food (comida rápida em português) e possuir um serviço rápido.
É um tipo específico de restaurante que serve pratos da culinária fast food e tem serviço mínimo de mesa. A comida servida em restaurantes de fast food normalmente oferecida a partir de um menu limitado, cozinhada a granel com antecedência e mantida quente, terminada e embalada na hora e geralmente disponível para levar, embora os lugares possam ser fornecido. Os restaurantes de fast food normalmente fazem parte de uma rede ou franquia de restaurantes que fornece ingredientes padronizados e/ou alimentos parcialmente preparados e suprimentos para cada restaurante por meio de canais de abastecimento controlados. O termo "fast food" foi reconhecido em um dicionário por Merriam–Webster em 1951.
Indiscutivelmente, os primeiros restaurantes de fast food tiveram origem nos Estados Unidos com o White Castle em 1921. Hoje, cadeias de fast food fundadas nos Estados Unidos, como McDonald's (est. 1940) e KFC (est. 1952) são exemplos de corporações multinacionais com lojas em todo o mundo.